# Londoner Konferenz (1964)
Die Londoner Konferenz beschäftigte sich im Januar 1964 auf Initiative der britischen Regierung mit der Situation auf Zypern.
Am 25. Dezember 1963 hatten EOKA-Kampforganisationen unter ihrem radikalen Führer Nikos Sampson Ausschreitungen gegen die türkischstämmigen Zyprioten begonnen. Es kam zu bürgerkriegsähnlichen Zuständen, deren Frontverlauf bis in die Hauptstadt Nikosia hineinreichte. Stationierte britische Truppen versuchten die Auseinandersetzungen zu verhindern. Am 1. Januar 1964 hatte Zyperns Staatspräsident, Erzbischof Makarios III., eine Kündigung des Zypernabkommens zwischen Großbritannien, Griechenland und der Türkei angedeutet.
Angesichts der Kämpfe auf der Insel zwischen den verfeindeten Bevölkerungsteilen sowie Drohungen und Vorbereitungen auf eine Intervention von außerhalb schien die Suche nach einer diplomatischen Lösung angeraten. Doch wenige Tage nach Konferenzbeginn wurde klar, dass es deren Zweck sein sollte, die zypriotische Regierung zu bewegen, der weiteren Entsendung britischer und türkischer Truppen oder mit ihnen befreundeter Armeen zur Aufrechterhaltung von Gesetz und Ordnung zuzustimmen sowie Befehlshoheit und Regierungsgewalt einem einzurichtenden Regierungskomitee, dem auch Vertreter der die Truppen entsendenden Regierungen angehören sollten, zu übertragen.
Zyperns Regierung lehnte den Verlust eigener Autorität und das Einrücken fremder Streitkräfte ab. Sie vermutete außerdem dahinter die Absicht, dass der geplante zwischenstaatliche Ausschuss einer von den Türken gewollten geografischen Abtrennung der türkisch-zypriotischen Bevölkerung Vorschub leisten könnte, was die Delegierten der Türkei als ihre Vorstellung schon zu Konferenzbeginn geäußert hatten. Die zypriotische Regierung blieb bei ihrer ablehnenden Haltung auch zu anderen auf der Konferenz alternativ diskutierten Plänen und brachte den Zypernkonflikt schließlich vor die Vereinten Nationen.